# Simphiwe Dana

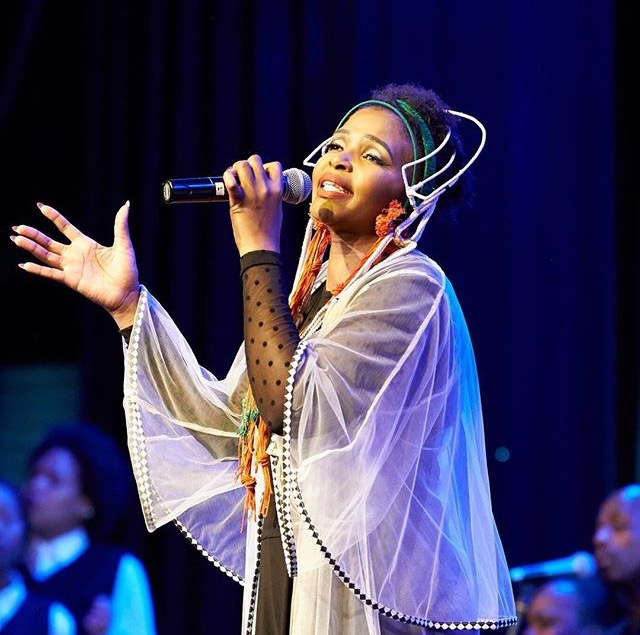
Simphiwe Dana, 2016

Simphiwe Dana (* 1980 in Butterworth, Transkei) ist eine südafrikanische Sängerin. Mit der traditionellen Musik ihrer Heimat aufgewachsen, verbindet sie in ihrem Œuvre afrikanischen Pop, Hip-Hop, Soul, Gospel und Jazz. In Südafrika zählt sie seit einigen Jahren zu den bekanntesten Stars, in Europa ist sie vor allem im Bereich der sogenannten Weltmusik bekannt.
Dana komponiert und textet ihre Lieder selbst, wobei sie vornehmlich in isiXhosa singt, nur vereinzelt in Englisch. Als musikalische Vorbilder nennt sie unter anderem Lena Horne, Sarah Vaughan und Dorothy Masuka. In ihren Liedern setzt sie sich mit der Geschichte der Schwarzen, speziell auch in Südafrika, auseinander, singt über die Bedeutung der eigenen Traditionen und über das Streben nach Freiheit und Selbstbestimmung, insbesondere der Frauen.

## Leben und Musik

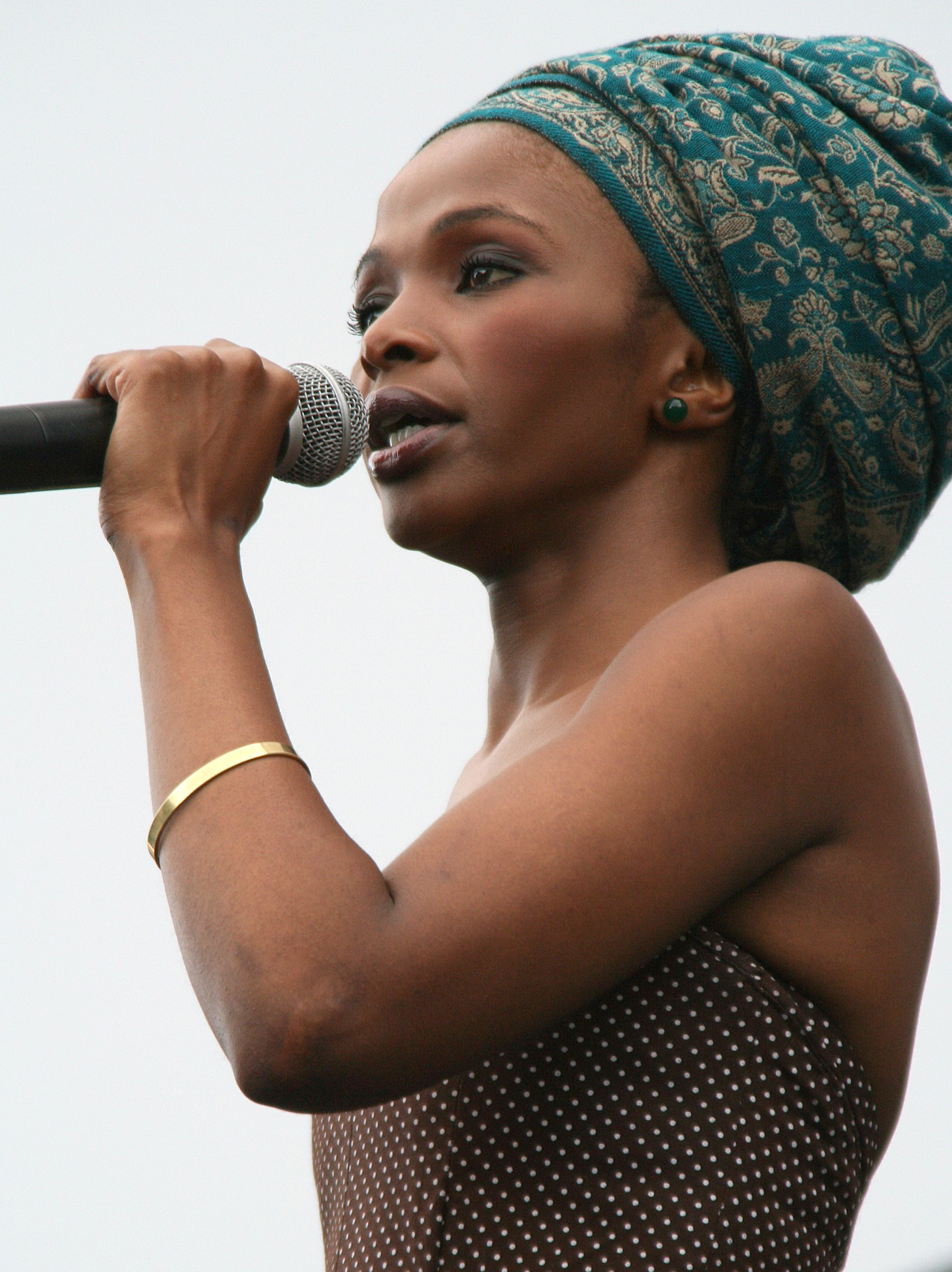
Simphiwe Dana, 2007

Simphiwe Dana gehört dem Volk der Xhosa an. Sie wuchs als ältestes von vier Geschwistern in kleinen Städten des Homelands Transkeis, wie Butterworth und Lusikisiki, in einfachen Verhältnissen auf. Zu singen begann sie schon als kleines Mädchen, etwa, wie sie erzählt, wenn sie früh Morgens mit einem Eimer von einem nahegelegenen Fluss Wasser holte und dabei traditionelle Lieder sang. Ihre Stimme, so sagt sie, hat sie von ihrer Mutter. Über ihren Vater, einen Prediger, kam sie zur kirchlichen Chormusik. Dana besuchte die Vela Private School in Umtata, der ehemaligen Hauptstadt der Transkei, die sie 1997 abschloss. Anschließend studierte sie am Port Elizabeth Technikon Grafikdesign und am Wits Technikon in Johannesburg Informationstechnik.
2002 übersiedelte sie nach Johannesburg, wo sie als Sängerin zunächst in kleineren Clubs bei Open Mic Sessions auftrat und schließlich die Aufmerksamkeit von Musik-Promotern auf sich zog. Während der Produktion ihres ersten Albums wurde sie schwanger und so widmete sie ihr Debüt-Album Zandisile (dt. etwa: „Die, die sich ihren Traum erfüllt“) im Jahr 2004 ihrer Tochter Zazi. Das Album erreichte in Südafrika Platin-Status und in Europa den Sprung in einige Jazz- und Weltmusik-Charts. Sie trat bei zahlreichen bedeutenden Musikfestivals in Südafrika auf, darunter Arts Alive, dem Cape Town International Jazz Festival und dem Standard Bank Joy of Jazz Festival. Bei den South African Music Awards 2005 wurde Zandisile als „Best Jazz Vocal Album“ und Dana als „Best Newcomer“ ausgezeichnet. 
Im September 2005, zu diesem Zeitpunkt schwanger mit ihrem zweiten Kind, erlitt sie auf dem Weg zu einem Auftritt einen schweren Autounfall. In der Folge unterbrach sie ihre Bühnentätigkeit, um sich zu erholen, brachte einen Sohn zur Welt und widmete sich einige Zeit ganz ihrer Familie.
Ein Meilenstein war ihr Gastauftritt bei einem Konzert Angélique Kidjos in der Johannesburg Music Hall am 23. Juli 2006. Publikum und Kritiker nahmen die neue Sängerin begeistert auf und manche fühlten sich an Stars der südafrikanischen Musik wie Miriam Makeba und Dorothy Masuka in deren jungen Jahren erinnert.
2006 erschien ihr zweites Album The One Love Movement On Bantu Biko Street, für das sie bei den 13. South African Music Awards am 14. April 2007 vierfach ausgezeichnet wurde („Best Album Of The Year“, „Best Female Solo Artist“, „Best Contemporary Jazz“, „Best Jazz Vocal Album“).
Tourneen führten Dana bislang zwei Mal nach Europa, wo sie etwa während der Fußball-Weltmeisterschaft 2006 beim One World Day vor dem Brandenburger Tor in Berlin und in der AVO Session Basel auftrat und eine mehrmonatige Tour im Jahr 2007 (Deutschland, Spanien, Schweiz, Vereinigtes Königreich, Niederlande, Österreich) am 10. Juli mit einem Open-Air-Konzert im Rahmen des Jazz-Fest-Wien auf dem Rathausplatz abschloss.
In dem Film Themba, der im Jahr 2010 bei den Berliner Filmfestspielen uraufgeführt und ausgezeichnet wurde, ist Dana in einer Hauptrolle zu sehen. Sie spielt die Mutter des jungen Titelhelden, die wie auch ihr Sohn mit Aids infiziert wird.

## Auszeichnungen
- Platin für Zandisile
- South African Music Awards 2005: „Best Jazz Vocal Album“ und „Best Newcomer“
- Avo Session Basel 2006: „Arising Star Award“
- South African Music Awards 2007: „Best Album Of The Year“, „Best Female Solo Artist“, „Best Contemporary Jazz“ und „Best Jazz Vocal Album“

## Diskografie
- 2004: Zandisile
- 2006: The One Love Movement On Bantu Biko Street
- 2010: Kulture Noir
- 2014: Firebrand

Kompilationen
- 2007: South Africa presents: Women with a Voice